# Michael Marcour
Michael Marcour (* 10. Februar 1959 in Bergisch Gladbach) ist ein ehemaliger deutscher Regattasegler, der für die Bundesrepublik Deutschland antrat.

## Leben
Michael Marcour ist Architekt und daneben als Nachwuchstrainer im Segelsport tätig.

## Seglerische Laufbahn
Der damals für den Aggertaler Segel-Club in Gummersbach antretende Michael Marcour segelte als Vorschoter im Soling von Erich Hirt.
Ab 1982 war er Vorschotmann im Starboot von Joachim Griese. Die beiden belegten bei den Weltmeisterschaften 1983 den zweiten Platz hinter den Spaniern Antonio Gorostegui und José Luis Doreste.
Bei den vor Kiel ausgetragenen Europameisterschaften 1983 siegten die wie Griese dem Norddeutschen Regatta Verein angehörigen Alexander Hagen und Vincent Hösch vor Joachim Griese und Michael Marcour. Nachdem Griese und Marcour die vorolympische Regatta 1983 vor Los Angeles gewonnen hatten, konnten sie sich in der verbandsinternen Olympiaausscheidung gegen Hagen und Hösch durchsetzen.
Bei der Olympischen Regatta 1984 gewannen die US-Segler William Earl Buchan und Steven Erickson drei Tageswertungen und siegten deutlich. Griese und Marcour wurden in der ersten Wettfahrt disqualifiziert  und konnten sich erst durch einen dritten Platz vor den Italienern und Schweden in der letzten Wettfahrt die Silbermedaille hinter den USA sichern. Dafür wurden er und Griese – wie alle Medaillengewinner bei Olympischen Spielen – vom Bundespräsidenten mit dem Silbernen Lorbeerblatt ausgezeichnet.
1985 gehörten Griese und Marcour mit der Outsider zur erfolgreichen deutschen Mannschaft im Admiral’s Cup.